# Oratorio di Santa Marta (Ceriana)

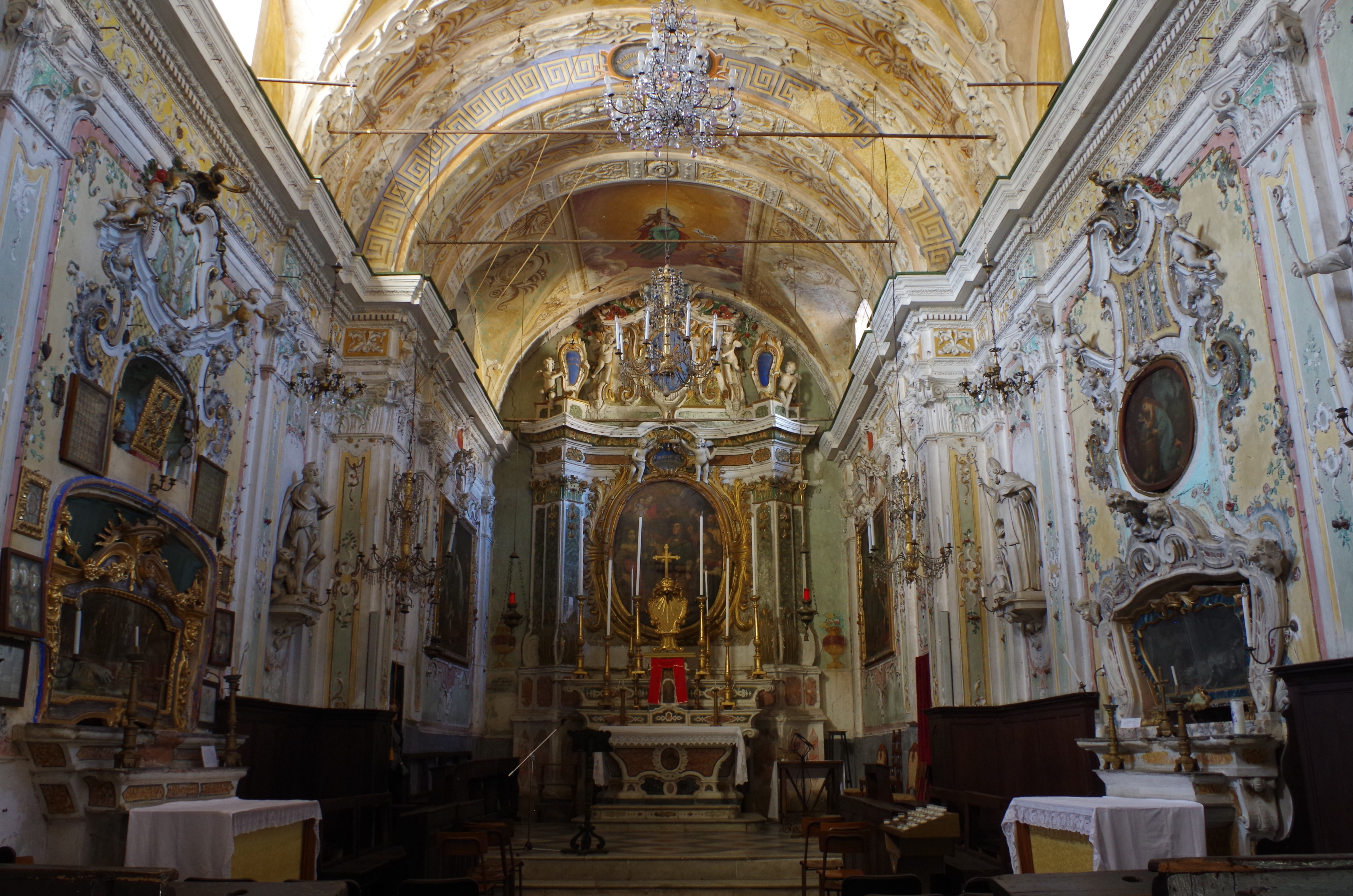
Interno dell'oratorio

L'oratorio di Santa Marta è un luogo di culto cattolico situato nel comune di Ceriana, in piazza Santa Marta, in provincia di Imperia.

## Storia e descrizione
La sua costruzione risalirebbe agli inizi del Quattrocento ed è sede della Confraternita dei Verdi.
La struttura architettonica si presenta a unica navata e nei due altari laterali posti lungo le pareti sono conservate, sotto vetro, le spoglie dei santi Placido e Germanione e altre reliquie.